# Albert von Levetzow
Albert Erdmann Karl Gerhard von Levetzow (Chojna (Königsberg (Neumark) mellett) 1828. szeptember 20. – 1903. augusztus 12.) német politikus.

## Életrajza
Jogot végzett és 1849-ben porosz állami szolgálatba lépett, mígnem 1857-ben mint segédreferens a közoktatásügyi minisztériumba került. 1860-ban családi okokból visszavonult birtokára, Goszovba. Az 1866-iki háborúban mint Landwehr-tiszt vett részt; 1867-ben visszatért a közigazgatási pályára és 1876-ban Brandenburg tartomány (Provinz Brandenburg) elnökévé választották. 1892-ben valóságos titkos tanácsos lett.
A parlamentáris pályán 1877-től fejtett ki tevékenységet, mely idő alatt mind a német birodalmi gyűlésnek, mind a porosz országgyűlésnek tagja volt. 1888-tól 1895-ig mint a birodalmi gyűlés elnöke működött, részrehajlatlanságának számos jelét adva. Ő elnökölt a birodalmi gyűlés új palotájában tartott első ülésen is 1894. december 6-án, melynek megnyitásakor a szociáldemokrata képviselők tüntetőleg ülve maradtak. Már ez az incidens is nagyon elkeserítette, amikor pedig a birodalmi gyűlés többsége (163 szavazattal 146 ellenében) Bismarck herceg jubileuma alkalmával a kancellárt feliratban üdvözölni vonakodott, Levetzow 1895. március 23-án lemondott az elnöki állásról.
Levetzow a porosz állam tanácsnak és az urak házának élethossziglani tagja volt.